# Nigel Higson
Nigel David Higson (1963) é um matemático canadense, que trabalha com álgebra de operadores, K-teoria e geometria não-comutativa.
Higson obteve em 1985 um doutorado na Universidade de Dalhousie em Halifax, Nova Escócia, orientado por Peter Fillmore, com a tese Algebraic K-theory of stable C*-Algebras. Foi depois durante três anos professor assistente na Universidade da Pensilvânia, seguindo depois em 1989 para a Universidade Estadual da Pensilvânia, onde é atualmente professor.
Foi palestrante convidado do Congresso Internacional de Matemáticos em Berlim (1998: The Baum-Connes conjecture).
Recebeu o Prêmio André Aisenstadt de 1995 e o Prêmio Coxeter–James de 1996. É fellow dea American Mathematical Society.

## Obras
- com John Roe Analytic K-Homology, Oxford University Press 2000
- Editor com John Roe Surveys in Noncommutative Geometry, American Mathematical Society/Clay Mathematics Institute 2006
- com Erik Guentner, Jody Trout Equivariant E-theory for C*-algebras, American Mathematical Society 2000